# 카잔 대성당 (상트페테르부르크)
카잔 대성당(러시아어: Каза́нский кафедра́льный собо́р 카잔스키 카페드랄니 소보르[*]) 또는 카잔의 성모 대성당은 러시아 상트페테르부르크 넵스키 대로에 있는 러시아 정교회의 대성당이다. 러시아에서 가장 공경하고 있는 성화 중 하나인 카잔의 성모에게 봉헌되었다.
1876년 이곳에서 러시아 최초의 시위인 카잔 시위가 일어났다.

## 같이 보기
- 카잔의 성모